# Louis Perriraz
Louis Perriraz (* 26. November 1869 in Chavornay; † 30. November 1961 in Chavannes-près-Renens) war ein Schweizer evangelischer Geistlicher und Hochschullehrer.

## Leben

### Familie
Louis Perriraz war der Sohn des gleichnamigen Lehrers Louis Perriraz und dessen Ehefrau Jeanne Susanne (geb. Millioud).
Seit 1898 war er mit Louise, Tochter des Moyse Auguste Reymond, Weinbauer und Landwirt, verheiratet.

### Werdegang
Nachdem Louis Perriraz das Primarlehrerpatent am Lehrerseminar in Lausanne erworben hatte, wurde er für drei Jahre als Lehrer in Ballens beschäftigt.
Er immatrikulierte sich an der Universität Lausanne und erhielt 1897 das Lizenziat; 1898 erfolgte seine Ordination.
Von 1898 bis 1904 war er erst Pfarrer im niederländischen Groningen und darauf von 1904 bis 1912 in Sainte-Croix im Kanton Waadt; in dieser Zeit promovierte er 1908 mit seiner Dissertation F.C. Baur, son influence sur la critique et l'histoire au XIXme siècle zum Dr. theol.
1912 wurde er Pfarrer in Grandson, bevor er 1917 Pfarrer in Renens wurde, in diesem Amt blieb er bis 1939.
Neben seiner Tätigkeit als Pfarrer war er auch als Privatdozent tätig und hielt ab 1912 als Lehrbeauftragter der Universität Lausanne Vorlesungen zum Neuen Testament.

### Schriftstellerisches Wirken
Neben seinen Schriften publizierte Louis Perriraz einige Aufsätze unter anderem in der philosophischen Zeitschrift Revue de théologie et de philosophie.

## Mitgliedschaften
Louis Perriraz war Mitglied der Studentenverbindung Schweizerischer Zofingerverein. 

## Schriften (Auswahl)
- Gerrit Wildeboer; Louis Perriraz: De la formation du canon de l’Ancien Testament: étude historico-critique. Lausanne: G. Bridel, 1902.
- Religion et christianisme. Lausanne: F. Payot, 1905.
- Caroline Abbot; Louis Perriraz: Aurore nouvelle: Histoire d’une Ame. Extraite des mémoires d’un médecin. Neuchâtel: Delachaux & Niestlé, 1905.
- F. C. Baur, son influence sur la critique et l’histoire au XIXme siècle. Lausanne: G. Vaney-Burnier, 1908.
- Les débuts de la critique protestante, doi:10.5169/seals-379837#313. Revue de théologie et de philosophie, Nr. 4–5. 1908.
- L’œuvre de Schleiermacher, doi:10.5169/seals-380253#99. In: Revue de théologie et de philosophie, Nr. 91. 1934.
- David Strauss et la vie de Jésus, doi:10.5169/seals-380284#11. In: Revue de théologie et de philosophie, Nr. 98. 1936.
- La théologie de Karl Heim. Lausanne: Impr. La Concorde, 1937.
- Alexandre Schweizer (1808–1888); Aloïs-Emmanuel Biedermann (1819–1885). Lausanne: Bibliothèque de la Faculté de Théologie, 1942.
- Histoire de la théologie protestante
  - Band 1: Au XIX siècle surtout en Allemagne: les doctrines: De Kant á Karl Barth. Neuchatel: Messeiller 1949.
  - Band 2: Aux XVIIIme et XIXme siècles surtout en Allemagne: la critique et l’histoire. Neuchatel: Messeiller 1951.
  - Band 3: Au XIX siècle surtout en Allemagne: le problème christologique. Neuchatel: Messeiller 1956.
- Amélie Linz; Louis Perriraz: Une catastrophe. Lausanne: Plaisir de lire, 1956.
- Histoire de la théologie protestante au XIXme siècle surtout en Allemagne. Neuchâtel: Messeiller, 1961.